# Shadow of the Beast III
Shadow of the Beast 3: Out of the Shadow, comunemente abbreviato in Shadow of the Beast III, è un videogioco del 1992 firmato Psygnosis, seguito di Shadow of the Beast e di Shadow of the Beast II.
In questo capitolo il personaggio principale, Aarbron, ha sembianze umane.

## Modalità di gioco
È stato reintrodotto lo scorrimento parallattico dello schermo, che era stato adottato nel primo titolo ma non nel secondo.
Il gioco si divide in quattro schemi che possono essere svolti in diverso ordine, ognuno dei quali, fra piattaforme su cui saltare e nemici da abbattere, presenta fantasiosi rompicapo. Risolti i quattro schemi, ci si dovrà cimentare nello scontro finale col cattivo di turno. 

## Riconoscimenti
La rivista The Games Machine giudicò positivamente il videogioco tanto da valutare quest'ultimo episodio come il migliore della serie.